# Біньдінь
Біньдінь (в'єт. Bình Định) — провінція у центральній частині В'єтнаму, на узбережжі Південно-Китайського моря. Площа — 6066,4 км²; населення за даними перепису 2023 року — 1 506 300 жителів. Адміністративний центр провінції — місто Квінон (в'єт. Quy Nhơn), знаходиться за 1062 км від Ханоя і за 657 км від Хошиміна. Територія провінції у середні віки належала королівству Чампа.

## Адміністративний поділ
В адміністративному відношенні Біньдінь підрозділяється на муніципалітет Квінон і 10 районів (повітів):
- Анлао (An Lão, Bình Định)
- Аннен (An Nhơn)
- Хоаян (Hoài Ân)
- Хоайнен (Hoài Nhơn)
- Фукат (Phù Cát)
- Фумі (Phù Mỹ)
- Туїфиок (Tuy Phước)
- Тайшон (Tây Sơn)
- Ванкань (Vân Canh)
- Віньтхань (Vĩnh Thạnh)

## Економіка
Провінція є воротами у Центральне нагір'я країни: морський порт у Квіноні знаходиться на перехресті двох національних шосе. У 2009 році Біньдінь отримав найвищий рейтинг за показником «інфраструктура» у національному конкурсі серед провінцій.
Економіці провінції характероне дрібнотоварне виробництво. Є безліч деревообробних підприємств.

## Туризм
У провінції погано освоєні морські пляжі, порівняно з сусідніми провінціями. Основні туристичні визначні пам'ятки пов'язані з культурою королівства Чампа: вежі і храми.
Аеропорт Фукат за 30 км від Квінона.

## Населення
У 2023 році населення провінції становило 1 506 300 осіб, з них 749 000 (48,75 %) чоловіки і 757 300 (51,25 %) жінки,  880 700 (72,27 %) сільські жителі і 625 700 (27,73 %) жителі міст.
Національній склад населення (за даними перепису 2009 року): в'єтнамці 1 451 914 осіб (97,68 %), банари 18 175 осіб (1,22 %), гре 9 201 особа (0,62 %), тями 5 336 осіб (0,36 %), інші 1 839 осіб (0,12 %).

## Галерея

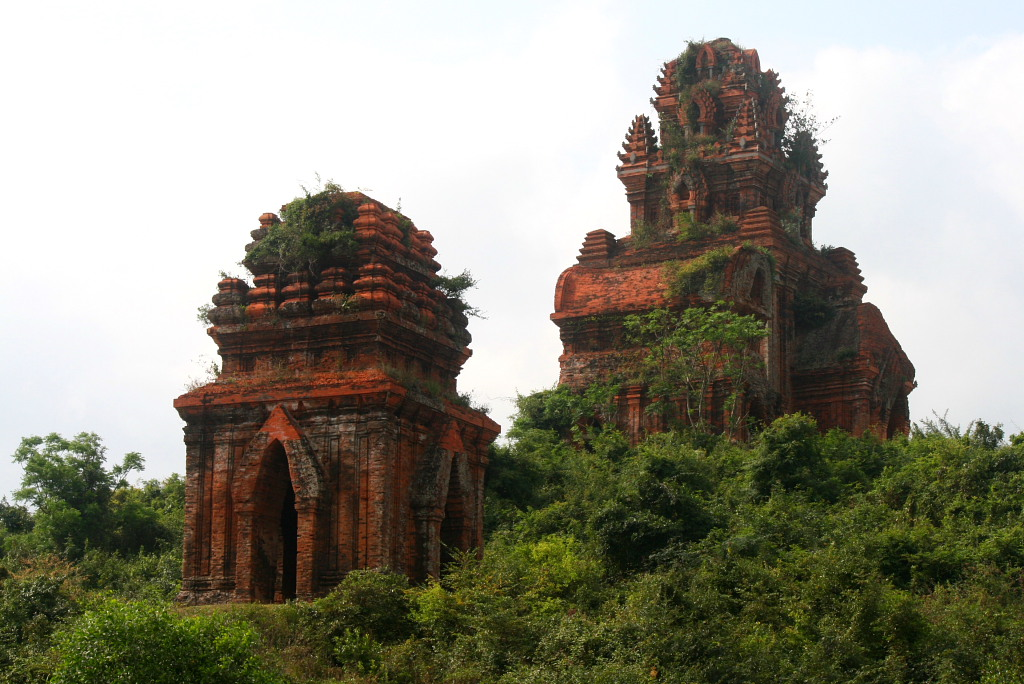
Чампські вежі
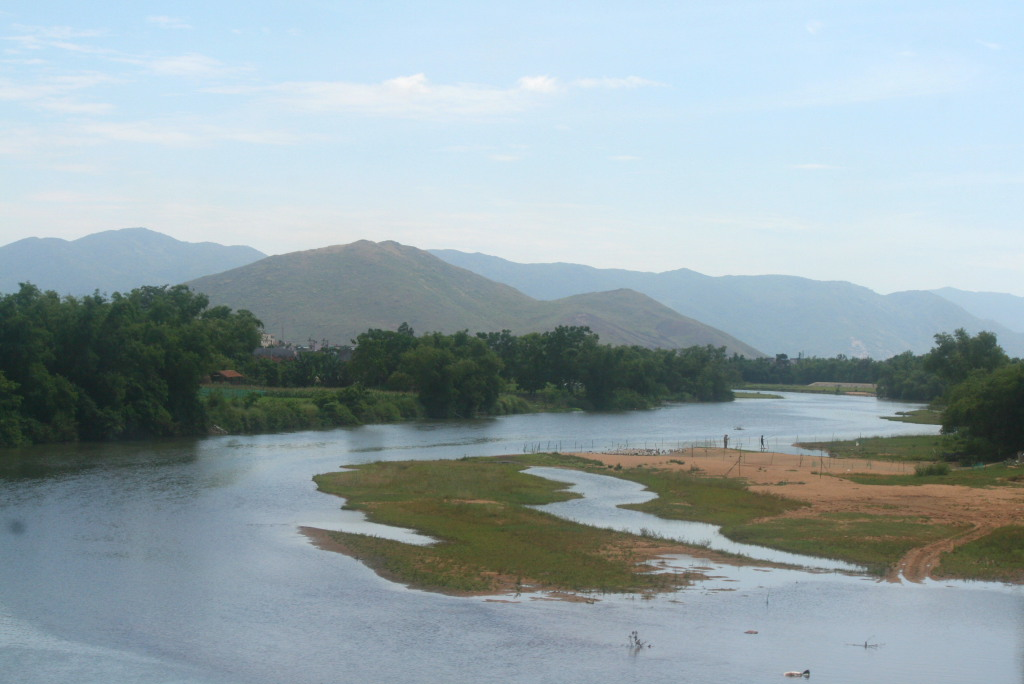
Пейзаж у центральній частині провінції
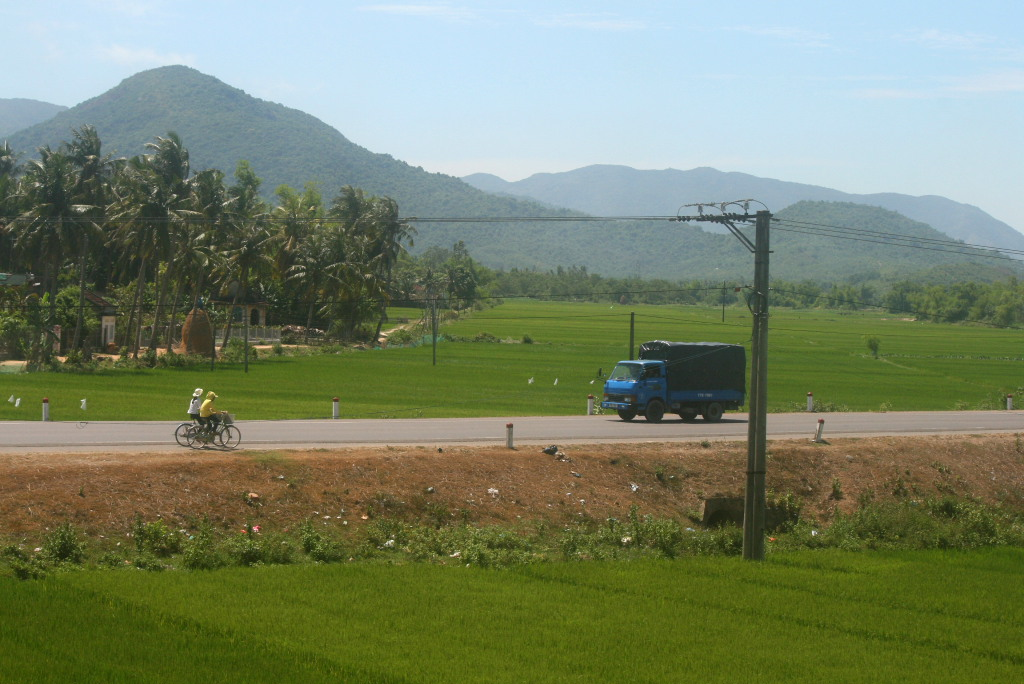
Національна траса 1 у провінції Біньдінь
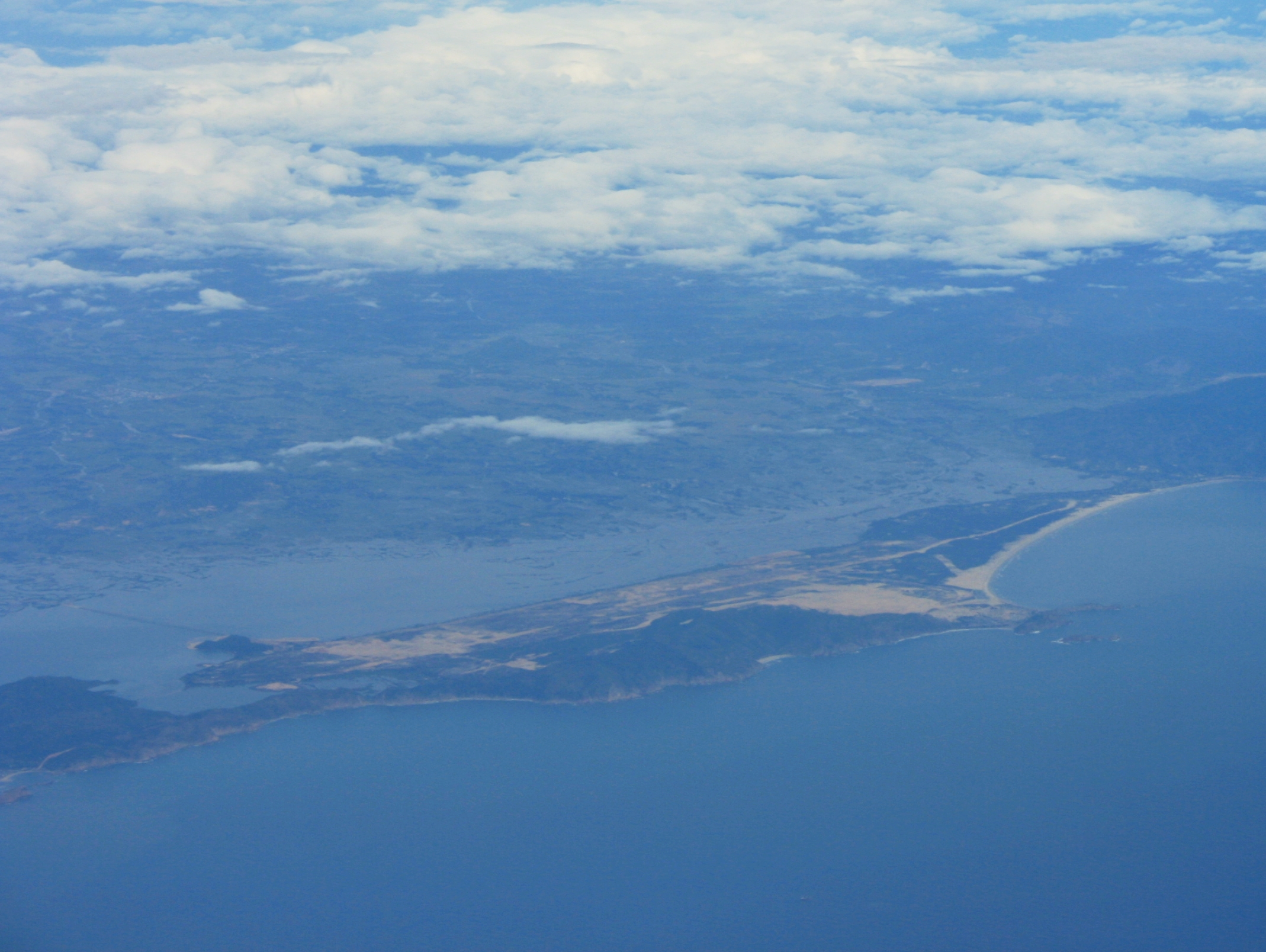
Затока Чинай, місто Квінон